# 로버트 토튼
로버트 토튼(Robert Totten, 1937년 2월 5일 ~ 1995년 1월 27일)은 미국의 배우, 텔레비전 배우, 각본가, 영화 감독, 텔레비전 감독이다.
로스앤젤레스에서 태어났으며 셔먼오크스에서 사망하였다. 사인은 심근 경색이다.

## 영화
- 달리는 사이먼 (1981년)
- 매그넘 P.I. (1980년)
- 애플 덤플링 갱 2 (1979년)
- 허클베리 핀 (1975년)
- 쿵후 - TV 시리즈 (1972년)
- 건파이터의 최후 (1969년)
- 제5전선 (1966년)
- 보난자 (1959년)
- 딜론 보안관 (1955년)
- 디즈니랜드 (1954년)